# Antònia Fontanillas Borràs
Antònia Margarita Aurora Fontanillas Borràs (ur. 29 maja 1917 w Barcelonie, zm. 23 września 2014 w Dreux) – hiszpańska (katalońska) litografka, działaczka związkowa i anarchosyndykalistyczna.  

## Życiorys
Urodziła się w 1917 w Barcelonie. W 1925 wraz z rodziną wyemigrowała do Meksyku, gdzie uczęszczała do szkoły przez sześć lat. Po wydaleniu jej ojca z kraju rodzina powróciła do Katalonii.
Od 1934 pracowała w pracowni litograficznej. Była aktywną działaczką organizacji anarchistycznych, m.in. Iberyjskiej Federacji Młodzieży Wolnościowej (FIJL) w Palafrugell, Solidaridad Internacional Antifascista (SIA) oraz Krajowej Konfederacji Pracy (CNT). Współpracowała również z podziemnym czasopismem „Ruta” w latach 1946-1948, publikując artykuły pod różnymi pseudonimami, jak np. Tona czy A F Borras.
Po klęsce republikanów w hiszpańskiej wojnie domowej, w 1939 uciekła z matką do Francji, osiedlając się w Tuluzie. Wielokrotnie wracała do Hiszpanii, przewożąc propagandę, broń i fundusze na działalność anarchistyczną.
Po upadku reżimu Francisco Franco uczestniczyła we wszystkich kongresach CNT w latach 1979-1983, a po rozłamie we wszystkich konferencjach Generalnej Konfederacji Pracy (CGT) w latach 1983-1997. Brała udział w wielu innych konferencjach, wystawach, spotkaniach i seminariach. Pracowała dla Centre international de recherches sur l’anarchisme (CIRA) i zaangażowała się w wiele badań historycznych nad anarchizmem.

## Śmierć
Zmarła w 2014 w Dreux we Francji.